# عبد العزيز بن بندر بن عبد العزيز آل سعود
عبد العزيز بن بندر بن عبد العزيز آل سعود (1381 هـ / 1961) وهو الابن الرابع من أبناء بندر بن عبد العزيز آل سعود وكان يشغل منصب نائب رئيس الاستخبارات العامة لشؤون الاستخبارات سابقًا.

## حياته العلمية
- تلقى تعليمه الابتدائي والمتوسط والثانوي بمعهد العاصمة النموذجي بالرياض.
- حصل على درجة البكالوريوس في علم الاجتماع من جامعة الملك سعود.
- حصل على درجة الماجستير في مكافحة الجريمة من جامعة نايف العربية للعلوم الأمنية.

## حياته العملية
- في عام 1403 هـ التحق برئاسة الاستخبارات العامة محللًا في الإدارة العامة للشؤون السياسية.
- عمل نائبًا لمدير إدارة مكافحة الشيوعية ثم مديراً للإدارة.
- عمل مديراً عاماً للشؤون السياسية.
- عُين مساعداً لرئيس الاستخبارات العامة للبحث والتحليل.[1]
- بتاريخ 16 ذو الحجة 1424 هـ الموافق لـ7 فبراير 2004 صدر أمر ملكي بتعيينه مساعدًا لرئيس الاستخبارات العامة بالمرتبة الممتازة.[2]
- بتاريخ 12 ربيع الأول 1431 هـ الموافق لـ26 فبراير 2010 صدر أمر ملكي بتعيينه نائبًا لرئيس الاستخبارات العامة لشؤون الاستخبارات بمرتبة وزير.[3]
- بتاريخ 19 ذو القعدة 1433 هـ الموافق لـ5 أكتوبر 2012 صدر أمر ملكي بإعفائه من منصبه بناءً على طلبه.[4]

## أسرته

### زوجته
الأميرة نجلاء بنت سعد بن محمد بن سعود بن عبدالرحمن آل سعود
توفيت 6 ديسمبر 2024 يوم الجمعة 

### أبناؤه
- الأمير طلال بن عبد العزيز بن بندر بن عبد العزيز آل سعود (مقدم طيار توفي في 7 ديسمبر 2023).[5] متزوج من الأميرة سارة بنت فهد بن سلمان بن عبد العزيز آل سعود وله من الأبناء الأمير فهد. و الأميرة هناء[6]
- الأميرة بسمة بنت عبد العزيز بن بندر بن عبد العزيز آل سعود متزوجة من الأمير بندر بن مقرن بن عبد العزيز آل سعود
- الأميرة ريما بنت عبد العزيز بن بندر بن عبد العزيز آل سعود متزوجة من الأمير سعود بن بدر بن سعود بن عبدالعزيز آل سعود
- الأمير خالد بن عبد العزيز بن بندر بن عبد العزيز آل سعود.
- الأمير محمد بن عبد العزيز بن بندر بن عبد العزيز آل سعود